# Гнатів Катерина Григорівна
Катери́на Григо́рівна Гна́тів (Гна́това) (1916 , Глещава, Теребовлянський повіт, Королівство Галичини та Володимирії, Австро-Угорщина  — невідомо ) — українська державна діячка. Депутатка Верховної Ради УРСР 1-го скликання (1940–1947).

## Біографія
Народилася 1916 року в бідній українській селянській родині в селі Глещава, нині Теребовлянський район, Тернопільська область, Україна. У 1925 році закінчила два класи початкової школи, працювала за наймом.
Після приєднання території Західної України до Радянського Союзу, з 1939 року — робітниця Монастириської тютюнової фабрики Тарнопільської області.
24 березня 1940 року обрана депутаткою Верховної Ради УРСР 1-го скликання по Подгаєцькому виборчому округу № 378 Тарнопільської області.
З липня 1941 року — в евакуації в Сталінградській, нині Волгоградській області РРФСР. У 1944 році повернулася до Тернопільської області.
З 1944 року — завідувачка Монастириського районного відділу соціального забезпечення, м. Монастириська Тернопільської області.